# Le Zola
Le Zola est une salle de cinéma de Villeurbanne, située dans la métropole de Lyon en région Auvergne-Rhône-Alpes. Elle est la seule salle de cinéma en activité de la ville.

## Généralités

### Description
Le Zola est situé au numéro 117 du cours Émile-Zola de Villeurbanne, à proximité du croisement avec le cours de la République.
Le cinéma dispose d'une unique salle, avec un balcon, pour une capacité totale de 243 places (dont 2 places PMR).

### Accès
Le cinéma est desservi par la station République - Villeurbanne de la ligne A du métro de Lyon.

### Programmation
Le cinéma est exploité par l'association Pour le Cinéma, qui propose, outre une programmation habituelle d'art et essai, trois festivals annuels :
- Ciné O'Clock, un festival de cinéma britannique et irlandais, durant 9 jours, en février ;
- les Reflets du cinéma ibérique et latino-américain, durant 15 jours, en mars ;
- le Festival du film court de Villeurbanne, un festival de courts métrages, durant 10 jours, en novembre.

## Historique
La salle de cinéma est construite dans les années 1920 par Marius Meunier-Rivière, charcutier et propriétaire d'une importante charcuterie du cours Émile-Zola. Il est à l'origine baptisé Le Family.
Dans les années 1930, Périgot-Fouquier, incarnant son personnage lyonnais de la mère Cottivet, faisait des représentations dans plusieurs salles Villeurbannaises, dont le Family.
En 1960, alors que le maire de Lyon Louis Pradel fait interdire la projection du film J'irai cracher sur vos tombes de Michel Gast sur le territoire de sa ville, Le Zola - alors baptisé le Family - fait partie des quatre salles villeurbannaises - avec le Casino, l'Iris et l'Eden - à programmer le film en dépit de l'interdiction lyonnaise.
En 1979, le cinéma est en difficulté financière et proche de la liquidation judiciaire. La mairie de Villeurbanne décide de sauver le cinéma, rachète le fonds pour 280 000 francs et confie l'exploitation de la salle à l'association loi de 1901 Pour Le Cinéma.